# بني عيسي
بني عيسي إحدى بلديات دائرة بني دوالة التابعة لولاية تيزي وزو.

## مواضيع ذات صلة
- بلديات ولاية تيزي وزو
- دوائر ولاية تيزي وزو